# The Ashley Book of Knots
The Ashley Book of Knots är betraktat som standardverket om knopar. Det utgavs första gången 1944 och innehåller cirka 7 000 illustrationer av nästan 4 000 knopar. Knoparna numreras och har därigenom ett internationellt gångbart identitetsnummer som kan användas som unik identifierare. Det omfattande materialet av illustrationer i verket utfördes av Ashley själv, som också var verksam som konstnär och illustratör.
Författaren Clifford W. Ashley avled några år efter att boken först givits ut och han hann aldrig uppleva det faktum att boken nu betraktas som standardverket för knopar.

## Encyklopedi om knopar
The Ashley Book of Knots är en encyklopedi om knopar, som författades och illustrerades av Clifford W. Ashley. Den publicerades första gången 1944 av förlaget Doubleday, Doran and Co i New York. Publiceringen var då slutpunkten på över 11 års arbete av Ashley. Boken innehåller omkring 7000 illustrationer och mer än 3854 uppslagsord som täcker mer än 2000 olika knopar. Uppslagsorden inkluderar instruktioner, användning, och i några fall historier, och är klassificerade efter användning. Boken behåller sin särställning som den mest betydande boken om knopar, eftersom den fortfarande är den mest utförliga och täcker både bra och dåliga knopar, och klargör vad som är vad.
Verket gavs också ut av Faber and Faber Ltd. i Storbritannien 1947 och trycktes därefter om sammanlagt 12 gånger av detta förlag. Bilden visar den utgåva som trycktes om 1963–1979. 1993 gavs verket ut i en ny upplaga av Geoffrey Budworth med korrigeringar som noteras under åren.

## Användning som referens
Genom sin omfattning och lätta åtkomst på marknaden har The Ashley Book of Knots blivit ett betydande referensverk inom knopvärlden.  Det nummer som Ashley gav till varje knop kan användas för att tveklöst identifiera dem.  Detta är en användbar tillämpning eftersom knoparnas namn har utvecklats över tiden och det finns många namn som innebär konflikter och förvirring i namnfrågan. Hänvisning till Ashley-nummer anges vanligen i formen: "Constrictor (ABOK #1249)", "ABOK #1249" eller ännu enklare "#1249" om sammanhanget är klart eller redan etablerat.  Bokens titel kan man se förkortad som: TABOK, TABoK, eller ABoK.
Några knopar har mer än ett Ashley-nummer på grund av att de har olika form eller tillämpning.  Till exempel finns den huvudsakliga beskrivningen för #1249 i kapitlet om sammanbindningsknopar i avsnittet om förbandsknopar men tas också upp som #176 i avsnittet om yrkesrelaterade knopar.
The Ashley Book of Knots gavs ut under en epok då naturfiber användes; några knopar som visas är inte helt lämpliga eller säkra när de slås med moderna rep av syntetfiber eftersom många moderna material ger mycket lägre friktion än naturmaterialen. 
Revideringar och korrektioner har lagts till av International Guild of Knot Tyers.  Åtminstone en knop,  Hunter's bend (#1425A), lades till 1979.